# Violacions durant l'ocupació d'Alemanya

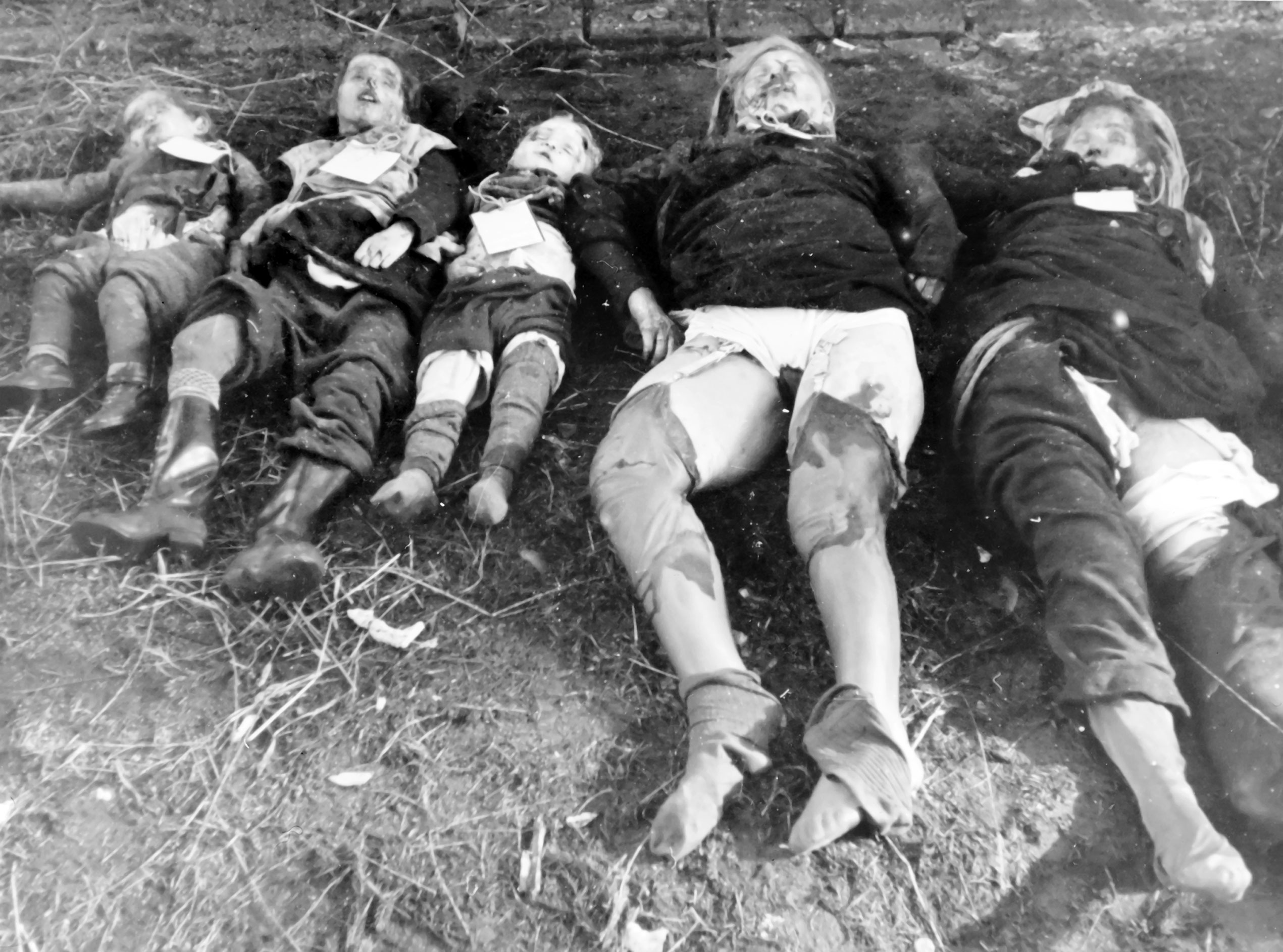
Dones i nens alemanys assassinats per l'Exèrcit Roig.

A mesura que les tropes dels aliats, durant les darreres etapes de la Segona Guerra Mundial, entraren i ocuparen Alemanya, es varen dur a terme violacions massives. Si bé la majoria d'aquests crims van ser comesos per militars soviètics, s'estima que els exèrcits de França i dels Estats Units també en van perpetrar milers.

## Militars soviètics
Una onada de violència sexual va sacsejar Alemanya durant els anys 1944–45, quan els aliats occidentals i l'Exèrcit Roig es van obrir pas al Tercer Reich.
La major part dels atacs foren comesos en la zona d'ocupació soviètica; s'estima que el nombre de dones violades per soldats soviètics va de desenes de milers a dos milions. En molts casos les dones eren violades repetidament, algunes fins a 70 vegades. Segons informes contemporanis d'hospitals i basant-se en la creixent taxa d'avortaments en els mesos subseqüents, es creu que només a Berlín 100.000 dones foren violades, i que d'aquestes unes 10.000 van acabar morint. El nombre total de dones mortes víctimes de violacions a Alemanya s'estima en 240.000. Antony Beevor ho descriu com «el fenomen de violacions massives més important de la història», i conclou que almenys 1,4 milions de dones van ser violades només a l'est de Prússia, Pomerània i Silèsia.
Natalya Gesse afirma que soldats russos violaven dones alemanyes de 8 fins a 80 anys. Dones russes tampoc queden impunes.
En canvi, el veterà de guerra rus Vsevolod Olimpiev recorda: "Es pot dir que les relacions dels soldats soviètics amb la població alemanya era indiferent i neutral. Ningú, almenys del meu regiment, va assetjar-la o tocar-la. És més, si ens trobàvem una família famolenca amb nens compartíem el nostre menjar amb ells sense cap paraula innecessària."
Després de l'estiu del 1945, els soldats soviètics enxampats violant civils eren sovint castigats, amb càstigs que anaven des de l'arrest fins a l'execució. Això no obstant, les violacions continuaren fins a l'hivern de 1947–48, quan les autoritats d'ocupació soviètica acabaren confinant les tropes a només punts de vigilància i campaments, separant-les completament de la població residencial en la zona soviètica d'Alemanya.
Segons Alexander Statiev, si bé els soldats soviètics respectaven els ciutadans del seu propi país i els dels països amics, en les zones hostils es varen percebre a ells mateixos com a conqueridors, i no com a alliberadors. Veien la violència contra els civils com un privilegi dels victoriosos. Statiev exemplifica aquest fenomen citant l'actitud d'un soldat soviètic:
| « | Venja't! Tu ets un soldat venjador! […] Mata l'alemany, i salta sobre la dona alemanya! Així és com un soldat celebra la victòria! | » |

Svetlana Aleksiévitx publicà el llibre La cara no femenina de la guerra, on inclou memòries i experiències de veterans soviètics a Alemanya. Segons un exoficial:
| « | Erem joves, forts, i portàvem quatre anys sense dones. Provàvem de pescar dones alemanyes i... deu homes van violar una noia. No hi havia prou dones; tota la població s'escapava de l'Exèrcit Roig. Així doncs agafàvem nenes de dotze o tretze anys. Si plorava, li posàvem una cosa a la boca. Crèiem que era divertit. Ara no puc entendre com vam ser capaços de fer-ho. Un noi de casa bona... però aquell era jo. | » |

Una operadora telefònica de l'Exèrcit Roig recorda:
| « | Quan ocupàvem un poble, primer teníem tres dies pels saquejos i ... [violacions]. Per descomptat això no era oficial. Però després de tres dies se't podia jutjar per fer-ho. […] Recordo una dona alemanya violada, restant despullada amb una granada entre les cames. Ara sento llàstima, però no la sentia en aquell moment... Penses que va ser fàcil perdonar els alemanys? Odiàvem veure les seves cases blanques, netes i intactes. Amb roses. Volia que sofrissin. Volia veure les seves llàgrimes. […] Van haver de passar dècades perquè comencés a sentir compassió per ells. | » |

Dones de l'Alemanya de l'est que van viure la guerra es refereixen al Monument de Treptower, a Berlín, com la «tomba del violador desconegut» en resposta a les violacions massives de l'Exèrcit Roig.

## Militars estatunidencs
A Taken by Force, J. Robert Lilly estima en 11.040 el nombre de violacions comeses per soldats dels Estats Units a Alemanya. Com en el cas de l'ocupació de França després de la invasió del Dia D, la majoria de violacions d'americans a l'Alemanya del 1945 eren violacions en grup comeses per militars a punta de pistola.

Els americans tenien polítiques per a no fraternitzar en territoris enemics, i la frase "copular sense conversar no és fraternitzar" va esdevenir un lema de les tropes estatunidenques. El periodista Osmar White, un corresponsal de guerra australià que va acompanyar les tropes americanes durant la guerra, va escriure: 
| « | Després que la lluita passés a terres alemanyes, hi van haver moltes violacions per part de les tropes de combat i per les que immediatament les seguien. La incidència variava d'unitat a unitat segons l'actitud de l'oficial al comandament. En alguns casos els delinqüents eren identificats, jutjats per tribunals militars, i castigats. La branca legal de l'exèrcit era reticent, però va admetre que alguns soldats havien estat disparats per ofenses sexuals brutals o pervertides contra dones alemanyes, particularment si els soldats eren negres. No obstant això, sé que és un fet que moltes dones van ser violades per americans blancs. No es van prendre mesures contra els culpables. En un sector va córrer un informe que esmentava que un cert comandant molt distingit va fer l'acudit «La copulació sense conversació no constitueix fraternitat». | » |

Una agressió sexual típica de personal americà begut marxant per territori ocupat consistia a amenaçar amb armes una família alemanya, forçant una o més dones a tenir sexe, i acabar traient tota la família al carrer.
El nombre de violacions en el sector est de la zona ocupada va arribar al seu punt màxim el 1945, però un alt índex de violència contra les poblacions alemanyes i austríaques va durar com a mínim fins a la primera meitat de l'any 1946, amb cinc casos de dones alemanyes trobades mortes en casernes americanes només al maig i juny del 1946.
Carol Huntington escriu que els soldats americans que violaven dones alemanyes i després les obsequiaven amb menjar, podien haver vist l'acció com un acte de prostitució i no com una violació.
Els soldats negres de la zona ocupada per Estats Units eren més susceptibles a ser acusats de violació, i a ser castigats més severament. Heide Fehrenbach escriu que els soldats de color no eren en absolut lliures d'indisciplina, però que els oficials americans van exhibir un interès explícit en una raça de soldat a l'hora d'informar de comportaments.

## Militars francesos
Les tropes franceses prengueren part en la invasió d'Alemanya, i una part de la zona ocupada va ser assignada a França.
Segons Perry Biddiscombe, els francesos van cometre «385 violacions a l'àrea de Constança; 600 a Bruchsal; i 500 a Freudenstadt». Soldats francesos van fer una «orgia de violacions» al districte de Höfingen, a prop de Leonberg. Segons Norman Naimark, pel que feia a les violacions, les tropes franceses del Marroc es comportaven igual que les soviètiques, en particular durant el principi de l'ocupació de Baden-Württemberg.